# Космос-2278
Космос-2278 је један од преко 2400 совјетских вјештачких сателита лансираних у оквиру програма Космос.
Космос-2278 је лансиран са космодрома Тјуратам, Бајконур, Казахстан, 23. априла 1994. Ракета-носач је поставила сателит у орбиту око планете Земље. Маса сателита при лансирању је износила 6000 килограма. Космос-2278 је био сателит намијењен за електронско извиђање, јављање и навођење.